# Pyrgulopsis aardahli
Pyrgulopsis aardahli är en snäckart som beskrevs av Robert Hershler 1989. Pyrgulopsis aardahli ingår i släktet Pyrgulopsis och familjen tusensnäckor. Inga underarter finns listade i Catalogue of Life.